# Finlandia na Zimowych Igrzyskach Olimpijskich 1948
Finlandię na Zimowych Igrzyskach Olimpijskich 1948 reprezentowało 24 zawodników (sami mężczyźni). Był to czwarty start reprezentacji Finlandii na zimowych igrzyskach olimpijskich.

## Zdobyte medale
| Medal  | Zawodnik                                                       | Dyscyplina          | Konkurencja                 | Rezultat    |
| ------ | -------------------------------------------------------------- | ------------------- | --------------------------- | ----------- |
| Złoto  | Heikki Hasu                                                    | Kombinacja norweska | mężczyźni indywidualnie     | 448,80 pkt  |
| Srebro | Lauri Silvennoinen, Teuvo Laukkanen, Sauli Rytky, August Kiuru | Biegi narciarskie   | sztafeta mężczyzn 4 × 10 km | 2:41:06,0 h |
| Srebro | Martti Huhtala                                                 | Kombinacja norweska | mężczyźni indywidualnie     | 433,65 pkt  |
| Srebro | Lassi Parkkinen                                                | Łyżwiarstwo szybkie | bieg na 10 000 m mężczyzn   | 17:36,0 min |
| Brąz   | Benjamin Vanninen                                              | Biegi narciarskie   | bieg n a50 km mężczyzn      | 3:57:38,0 h |
| Brąz   | Pentti Lammio                                                  | Łyżwiarstwo szybkie | bieg na 10 000 m mężczyzn   | 17:42,7 min |

## SKład kadry

### Biegi narciarskie
Mężczyźni
| Konkurencja                                                 | Zawodnik           | czas               | Pozycja            |
| ----------------------------------------------------------- | ------------------ | ------------------ | ------------------ |
| Heikki Hasu                                                 | Bieg na 18 km      | 1:16:43            | 4.                 |
| Sauli Rytky                                                 | Bieg na 18 km      | 1:18:10            | 6.                 |
| August Kiuru                                                | Bieg na 18 km      | 1:18:25            | 7.                 |
| Teuvo Laukkanen                                             | Bieg na 18 km      | 1:18:51            | 8.                 |
| Martti Huhtala                                              | Bieg na 18 km      | 1:19:28            | 10.                |
| Eero Rautiola                                               | Bieg na 18 km      | 1:20:18            | 12.                |
| Olavi Sihvonen                                              | Bieg na 18 km      | 1:22:26            | 23.                |
| Pauli Salonen                                               | Bieg na 18 km      | 1:22:28            | 24.                |
| Benjamin Vanninen                                           | Bieg na 50 km      | 3:57:28            | brąz               |
| Pekka Vanninen                                              | Bieg na 50 km      | 3:57:58            | 4.                 |
| Pekka Kuvaja                                                | Bieg na 50 km      | 4:10:02            | 7.                 |
| Martti Sipilä                                               | Bieg na 50 km      | Nie ukończył biegu | Nie ukończył biegu |
| Lauri Silvennoinen Teuvo Laukkanen Sauli Rytky August Kiuru | Sztafeta 4 × 10 km | 2:41:06,0          | srebro             |

### Kombinacja norweska
Mężczyźni
| Zawodnik       | Konkurencja   | Bieg narciarski | Bieg narciarski | Bieg narciarski | Skoki narciarskie | Skoki narciarskie | Skoki narciarskie | Skoki narciarskie | Skoki narciarskie | Łącznie | Pozycja |
| Zawodnik       | Konkurencja   | Czas biegu      | Pozycja         | Punkty          | Skok 1            | Skok 2            | Skok 3            | Punkty            | Pozycja           | Łącznie | Pozycja |
| -------------- | ------------- | --------------- | --------------- | --------------- | ----------------- | ----------------- | ----------------- | ----------------- | ----------------- | ------- | ------- |
| Heikki Hasu    | Indywidualnie | 1:16:43         | 1.              | 240,00          | 57,0              | 61,5              | 64,0              | 208,8             | 8.                | 448,8   | złoto   |
| Martti Huhtala | Indywidualnie | 1:19:28         | 2.              | 224,15          | 62,0              | 61,5              | 61,5              | 209,5             | 6.                | 433,65  | srebro  |
| Olavi Sihvonen | Indywidualnie | 1:22:26         | 8.              | 207,00          | 60,0              | 65,0              | 60,0              | 209,2             | 7.                | 416,2   | 5.      |
| Pauli Salonen  | Indywidualnie | 1:22:28         | 9.              | 207,00          | 63,0              | 62,0 (upadek)     | 60,5              | 206,3             | 10.               | 413,3   | 7.      |

### Łyżwiarstwo szybkie
Mężczyźni
| Zawodnik        | Konkurencja   | Konkurencja   | Konkurencja    | Konkurencja    | Konkurencja    | Konkurencja    | Konkurencja        | Konkurencja        |
| Zawodnik        | Bieg na 500 m | Bieg na 500 m | Bieg na 1500 m | Bieg na 1500 m | Bieg na 5000 m | Bieg na 5000 m | Bieg na 10 000 m   | Bieg na 10 000 m   |
| Zawodnik        | Czas          | Miejsce       | Czas           | Miejsce        | Czas           | Miejsce        | Czas               | Miejsce            |
| --------------- | ------------- | ------------- | -------------- | -------------- | -------------- | -------------- | ------------------ | ------------------ |
| Keijo Lehdikkö  | 44,7          | 13.           |                |                |                |                |                    |                    |
| Antero Ojala    | 44,8          | 14.           | 2:21,4         | 12.            | 9:06,2         | 26.            |                    |                    |
| Lassi Parkkinen | 45,2          | 16.           | 2:19,6         | 4.             | 8:45,0         | 9.             | 17:36,0            | srebro             |
| Kalevi Laitinen | 45,3          | 17.           | 2:20,3         | 7.             | 8:53,0         | 15.            | Nie ukończył biegu | Nie ukończył biegu |
| Pentti Lammio   |               |               | 2:23,9         | 21.            | 8:40,7         | 8.             | 17:42,7            | brąz               |

### Narciarstwo alpejskie
Mężczyźni
Zjazd
| Zawodnik        | Czas   | Miejsce |
| --------------- | ------ | ------- |
| Pentti Alonen   | 3:22,3 | 39.     |
| Aimo Vartiainen | 3:36,4 | 53.     |

Slalom specjalny
| Zawodnik        | Czas 1-go przejazdu | Czas 2-go przejazdu | Łączny czas | Pozycja |
| --------------- | ------------------- | ------------------- | ----------- | ------- |
| Aimo Vartiainen | 1:14,0              | 1:11,0              | 2:25,0      | 21.     |
| Pentti Alonen   | 1:18,1              | 1:17,7              | 2:35,8      | 32.     |

Kombinacja
| Zawodnik        | Zjazd  | Zjazd   | Zjazd  | Slalom              | Slalom                   | Slalom                   | Slalom                   | Łącznie                  | Łącznie                  |
| Zawodnik        | Czas   | Pozycja | Punkty | Czas 1-go przejazdu | Czas 2-go przejazdu      | Pozycja                  | Punkty                   | Punkty                   | Pozycja                  |
| --------------- | ------ | ------- | ------ | ------------------- | ------------------------ | ------------------------ | ------------------------ | ------------------------ | ------------------------ |
| Pentti Alonen   | 3:22,3 | 28.     | 15,22  | 1:29,0              | 1:11,2                   | 26.                      | 11,16                    | 26,38                    | 28.                      |
| Aimo Vartiainen | 3:36,4 | 38.     | 22,86  | Dyskwalifikacja     | Nie ukończył konkurencji | Nie ukończył konkurencji | Nie ukończył konkurencji | Nie ukończył konkurencji | Nie ukończył konkurencji |

### Skoki narciarskie
Mężczyźni
| Skoczek           | Skok 1                   | Skok 2                   | Nota                     | Pozycja                  |
| Skoczek           | odległość                | odległość                | Nota                     | Pozycja                  |
| ----------------- | ------------------------ | ------------------------ | ------------------------ | ------------------------ |
| Matti Pietikäinen | 69,5                     | 69,0                     | 224,6                    | 4.                       |
| Leo Laakso        | 66,0                     | 69,5                     | 221,7                    | 6.                       |
| Aatto Pietikäinen | 69,0                     | 68,0                     | 215,4                    | 8.                       |
| Erkki Rajala      | Nie ukończył konkurencji | Nie ukończył konkurencji | Nie ukończył konkurencji | Nie ukończył konkurencji |